# Tomáš Sivok
Tomáš Sivok (* 15. September 1983 in Pelhřimov) ist ein ehemaliger tschechischer Fußballspieler.

## Karriere

### Verein
Sivok begann bei Slovan Kamenice nad Lipou, mit elf Jahren wechselte er zum SK České Budějovice. 2002 wurde das Mittelfeldtalent von Sparta Prag verpflichtet. Nach einer Saison wurde Sivok für ein halbes Jahr an seinen ehemaligen Klub ausgeliehen. Nach seiner Rückkehr zu Sparta Anfang 2004 entwickelte sich Sivok zu einem der besten Mittelfeldspieler der Gambrinus Liga, 2005 wurde er Mannschaftskapitän. Im September 2005 zog er sich eine Knieverletzung zu, woraufhin er vier Monate pausieren musste.
Anfang 2007 wechselte Sivok zum italienischen Serie-A-Klub Udinese Calcio, bei dem er einen Vertrag bis 2011 unterschrieb. Während er in der Rückrunde der Spielzeit 2006/07 regelmäßig zum Einsatz kam, spielte er im Herbst 2007 nur noch selten. Ende Dezember 2007 wurde er bis Saisonende an seinen ehemaligen Klub Sparta Prag ausgeliehen. Er wechselte Sommer 2008 zum türkischen Spitzenklub Beşiktaş Istanbul.
Nachdem Sivok im Sommer 2015 von Beşiktaş keine Vertragsverlängerung angeboten bekommen hatte, wechselte er ablösefrei zum Ligarivalen Bursaspor. Nach mehreren weiteren Wechseln beendete er 2020 seine aktive Karriere.

### Nationalmannschaft
Bei der Fußball-Europameisterschaft 2016 in Frankreich wurde er in das tschechische Aufgebot aufgenommen. Er war Stammspieler und spielte in allen drei Partien bis zum Ausscheiden des Teams über die volle Spielzeit.

## Erfolge
- Tschechischer Meister: 2003 und 2005 mit Sparta Prag
- Tschechischer Pokalsieger: 2004 und 2006 mit Sparta Prag
- Türkischer Meister: 2009 mit Besiktas
- Türkischer Pokalsieger: 2009 und 2011 mit Besiktas
- In der Saison 2008/2009 der Süper Lig wurde Sivok zum besten Abwehrspieler ernannt.